# Geta (Schuhe)
Das Wort Geta (jap. 下駄) bezeichnet japanische Holzsandalen, die zusammen mit traditioneller Kleidung wie zum Beispiel dem Kimono getragen werden. Typisch für Geta sind die hohen Sohlen, die in früherer Zeit dazu dienten, den Fuß auf Distanz zum Unrat der Straße zu halten.

## Aussehen und Aufbau
Auf dem hölzernen Fußbett (台 dai, wörtlich: Sockel, Plateau) wird ein Riemen so befestigt, dass er, zwischen der ersten und zweiten Zehe nach oben und von dort nach rechts und links unten geführt, dem Fuß Halt im Fußbett verschafft.
Das Fußbett selbst ruht auf einer meist zweigeteilten, ebenfalls hölzernen Sohle (ähnlich Sohle und Absatz bei westlichem Schuhwerk), die im Japanischen mit ha (歯, Zähne) bezeichnet werden. Durch die hohe Sohle sollen die Füße des Trägers vom Erdboden abgehoben und so vor Schlamm und Unrat geschützt werden, die früher die Straßen bedeckten.
In der Ausführung mit zwei Querstegen als Aufstand ermöglicht die Kürze der gesamten Aufstandsfläche eine gewisse Abrollbewegung des Fußes samt Schuh. Die Lücke zwischen den Stegen reduziert das Gewicht des Schuhs, erhöht die Griffigkeit gegen Abrutschen in Gehrichtung und ermöglicht in Längsrichtung formschlüssiges Steigen auf einen kugeligen Stein, ein querliegendes Rundholz oder die Kante einer Stufe.

## Varianten

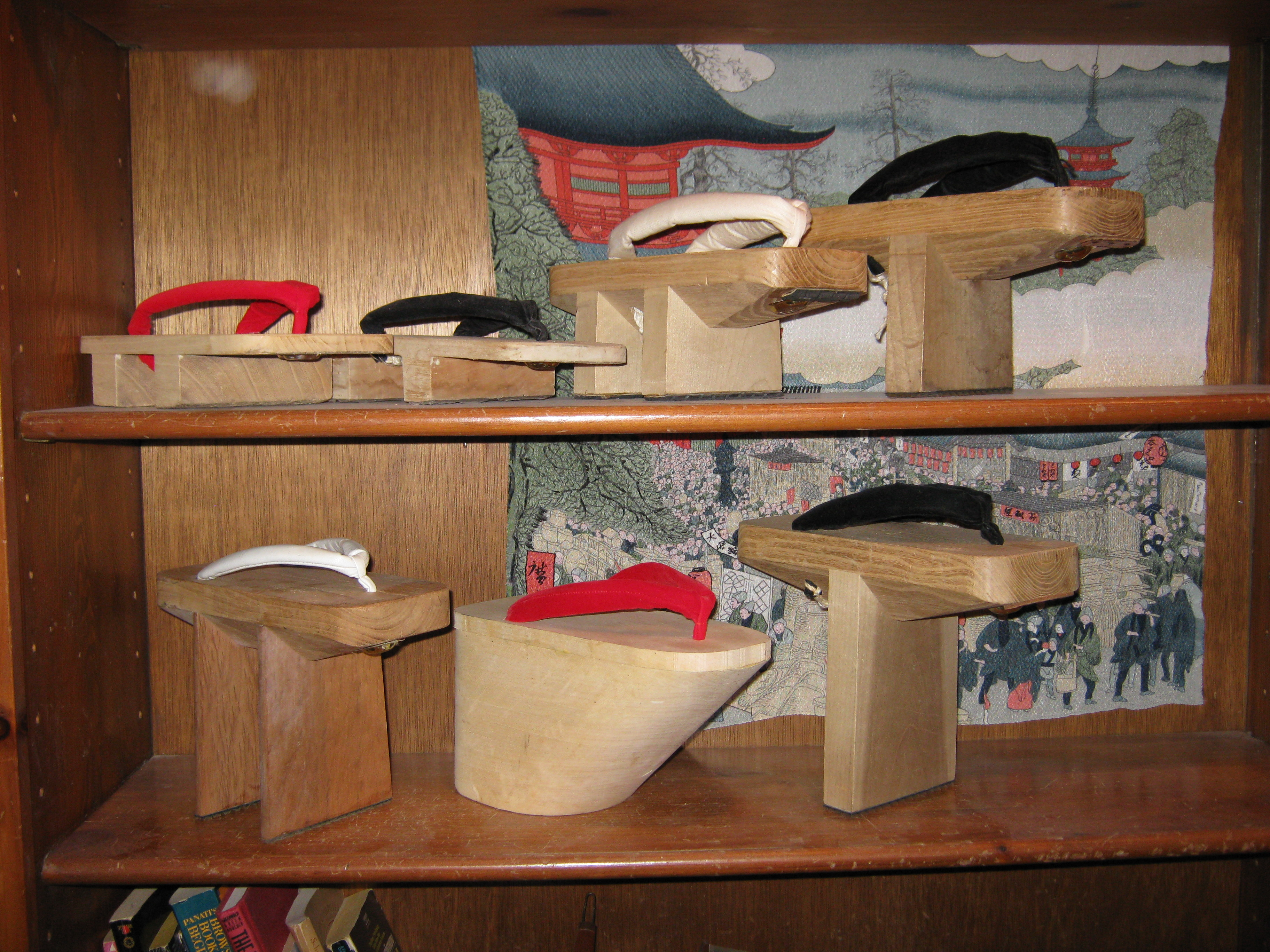
Oben: normale Geta, Yama-Geta, hohe Geta, Ipponba-Geta,
unten: Ashida, Pokkuri-Geta, hohe Ipponba-Geta

- Ashida (足駄):
Eine Geta-Variante nach oben beschriebenem Schema, bei welcher die Stege der Sohle höher als bei gewöhnlichen Geta ausfallen. Sie wurde von der Heian-Periode bis zur Edo-Periode getragen und war speziell zum Einsatz bei regnerischem Wetter gedacht. Sie gehörten in der ersten Hälfte des 20. Jahrhunderts ebenfalls auch zur Schulkleidung auf höheren Schulen, wodurch das Tragen von hohen Geta in Kombination mit Mantel und verschlissenem Hut fest mit Hochschülern assoziiert wurde.
- Yama-geta (山下駄):
Eine Variante, bei der sowohl Sohlen als auch Fußbett nahtlos aus demselben Stück Holz gefertigt werden. Sie wurde insbesondere zur Edo-Periode von Zimmerleuten gefertigt und angeboten. Sehr oft ist das Fußbett rechteckig geformt und aus dem Holz des Blauglockenbaums hergestellt.
- Yoshiwara-Geta (吉原下駄):
Weitgehend vergleichbar mit den oben beschriebenen Yama-geta, jedoch aus Sicheltannenholz gefertigt. Der Riemen besteht aus Bambusfasern. Diese Geta wurden in der ersten Hälfte der Edo-Periode von den Etablissements in Yoshiwara, dem Vergnügungsviertel Edos, an Gäste verliehen, wenn Regen fiel.
- Pokkuri-Geta (ぽっくり下駄):
Geta, die insbesondere von den Kurtisanen von Yoshiwara und Shimabara getragen wurden. Auch Lehrgeishas (Maikos) trugen während ihrer Ausbildung diese Geta-Variante. Sie wird heute noch im Allgemeinen von jungen Mädchen getragen. Pokkuri-Geta sind recht hoch und an der Unterseite schwarz oder weiß lackiert, manchmal auch mit Tatami-Material bezogen. Sie werden auch als Okobo, Koppori und Kobokobo bezeichnet.
- Robō (露卯):
Geta mit verschieden geformten Sohlen, bei denen auf der Oberseite des Fußbetts die Nägel zu sehen sind, mit denen die Sohlen befestigt sind. Sie wurden in der frühen Edo-Periode getragen.
- Yanagi-Geta (柳下駄):
Geta, bei welchen das Fußbett aus Weidenholz, die Sohle aus Magnolienholz gefertigt sind.
- Ba-geta (馬下駄):
Der unmittelbare Vorfahre der heutigen Geta: viereckiges Fußbett mit verschieden geformten Sohlen und aus Sicheltannenholz hergestellt. Der Name („Pferde-Geta“) stammt von dem Ton, den die schräg geformten Sohlen beim Aufsetzen auf den Boden erzeugen.
- Koma-geta (駒下駄):
Eine Weiterentwicklung der Ba-geta, welche nicht für den Einsatz bei Regen, sondern bei trockenem Wetter vorgesehen sind.[2] Sie wurden zu Beginn des 17. Jahrhunderts sowohl von Männern als auch Frauen als Alltagsschuhwerk getragen. Bis zum Beginn der Meiji-Periode stellten sie die am meisten verbreitete Geta-Variante dar.
- Kiri-Geta (桐下駄):
Eine kostspielige Geta-Variante aus dem Holz des Blauglockenbaums (桐, kiri), die als Luxusartikel kurze Zeit nach Einführung der Koma-geta entstand. Zunächst wurden sie schwarz lackiert, später hauptsächlich naturbelassen angeboten.
- Odawara-Geta (小田原下駄):
Eine Variante, die zu Beginn des 18. Jahrhunderts auf den Fischmärkten Tokios entstand, und die Urform der späteren Trockenwetter-Geta. Ihre Sohlen konnten bei Abnutzung überaus leicht ersetzt werden und der aus Leder gefertigte Riemen verlieh ihnen bestechende Eleganz. Sie wurden aufgrund ihres Werts als Statussymbole bevorzugt von den Händlern des Fischmarktes getragen.
- Ipponba-geta (一本歯下駄, „Einzahn-Geta“):
Während Geta im Allgemeinen über eine zweigeteilte Sohle verfügen, gibt es auch eine Variante mit nur einem einzigen Quersteg pro Schuh, wie Tengu sie tragen. Ursprünglich wurden diese Geta von Straßenkünstlern und Akrobaten getragen, um den eigenen Gleichgewichtssinn zur Schau zu tragen.
In der heutigen Zeit erfreut sich dieses Modell neuer Beliebtheit im Wellness- und Chiropraktik-Bereich, da diese Geta-Variante dem Gleichgewichtssinn, der Körperbalance sowie den Beinmuskeln zuträglich sein soll.

## Verbreitung und Bedeutung
Heutzutage werden Geta am häufigsten zu traditionellen Anlässen zusammen mit dem Yukata und von Sumo-Kämpfern getragen. Eine Eigenart des Schuhs ist es, dass man ihn meist hört, bevor man ihn sieht. Die hölzerne Fußbekleidung gibt bei jedem Schritt des Trägers ein typisches Klacken von sich. Manchmal wird behauptet, dass es dieses Geräusch sei, das ältere Japaner im modernen Leben am meisten vermissen.
Auf der anderen Seite ist es das Geräusch, welches jeder Sumo-Kämpfer am wenigsten vermissen wird, da das Tragen von Geta nur in den beiden untersten Ligen verpflichtend ist. Außerdem tragen die Geishas diese Schuhe im Winter. Zukünftige Geishas („Maikos“) tragen andere Schuhe, sogenannte Okobo.

## Geta im Sprachgebrauch
Ein japanisches Sprichwort sagt: Man weiß es nicht, bevor man nicht Geta getragen hat. Verwendet wird diese Redensart in der Bedeutung, dass man den Ausgang eines Wettkampfes nicht vor dessen Ende kennen kann.
Weil das Tragen von Geta eine Person aufgrund der hohen Sohle größer erscheinen lässt, hat Geta tragen eine übertragene Bedeutung: Man verwendet es, um auszudrücken, dass etwas größer oder umfangreicher erscheint, als es bei genauerer Betrachtung wirklich ist.
Oder: Ein Kampf ist nicht beendet, bevor man nicht wieder die Geta anzieht. Da ein schnelles, sicheres Laufen in Geta schwierig ist, und Holz auf vielen Untergründen rutscht, wurden in der Feudalzeit Japans die Geta von zwei Duellanten vor dem Kampf ausgezogen und man kämpfte in Tabi oder barfuß. Erst wenn der Kampf eindeutig entschieden war, hatte man Zeit, wieder in die Geta zu steigen.